# Cavagnac
Cavagnac est une commune française, située dans le nord du département du Lot en région Occitanie.
Elle est également dans le causse de Martel, une région naturelle constituant le plus septentrional des quatre causses du Quercy, entre Limousin, vallées de la Tourmente et de la Dordogne.
Exposée à un climat océanique altéré, elle est drainée par la Tourmente et par divers autres petits cours d'eau. Incluse dans le bassin de la Dordogne, la commune possède un patrimoine naturel remarquable : un site Natura 2000 (le « marais de la Fondial ») et trois zones naturelles d'intérêt écologique, faunistique et floristique.
Cavagnac est une commune rurale qui compte 415 habitants en 2022, après avoir connu un pic de population de 1 049 habitants en 1806.  Elle fait partie de l'aire d'attraction de Brive-la-Gaillarde. Ses habitants sont appelés les Cavagnacois ou  Cavagnacoises.

## Géographie
La commune de Cavagnac, traversée par le 45e parallèle nord, est de ce fait située à égale distance du pôle Nord et de l'équateur terrestre (environ 5 000 km).
La commune est située dans le Haut-Quercy, limitrophe du département de la Corrèze. Elle est bordée à l'ouest par la Tourmente, un affluent de la Dordogne.

### Communes limitrophes
La commune est limitrophe du département de la Corrèze.
| Ligneyrac (Corrèze) | Saillac (Corrèze)        |                              |
| Sarrazac            | Cavagnac                 | Chauffour-sur-Vell (Corrèze) |
| Cazillac            | Les Quatre-Routes-du-Lot | Condat                       |

### Climat
Pour des articles plus généraux, voir Climat de l'Occitanie et Climat du Lot.
En 2010, le climat de la commune est de type climat océanique altéré, selon une étude s'appuyant sur une série de données couvrant la période 1971-2000. En 2020, Météo-France publie une typologie des climats de la France métropolitaine dans laquelle la commune est dans une zone de transition entre le climat océanique altéré et le climat de montagne ou de marges de montagne et est dans la région climatique Ouest et nord-ouest du Massif Central, caractérisée par une pluviométrie annuelle de 900 à 1 500 mm, maximale en automne et en hiver.
Pour la période 1971-2000, la température annuelle moyenne est de 12,8 °C, avec une amplitude thermique annuelle de 15,6 °C. Le cumul annuel moyen de précipitations est de 1 002 mm, avec 11,3 jours de précipitations en janvier et 7,1 jours en juillet. Pour la période 1991-2020, la température moyenne annuelle observée sur la station météorologique la plus proche, située sur la commune de Sousceyrac-en-Quercy à 35 km à vol d'oiseau, est de 11,4 °C et le cumul annuel moyen de précipitations est de 1 505,1 mm,. Pour l'avenir, les paramètres climatiques de la commune estimés pour 2050 selon différents scénarios d’émission de gaz à effet de serre sont consultables sur un site dédié publié par Météo-France en novembre 2022.

### Milieux naturels et biodiversité

#### Espaces protégés
La protection réglementaire est le mode d’intervention le plus fort pour préserver des espaces naturels remarquables et leur biodiversité associée,.
La commune fait partie de la zone de transition du bassin de la Dordogne, un territoire d'une superficie de 1 880 258 ha reconnu réserve de biosphère par l'UNESCO en juillet 2012,.

#### Réseau Natura 2000

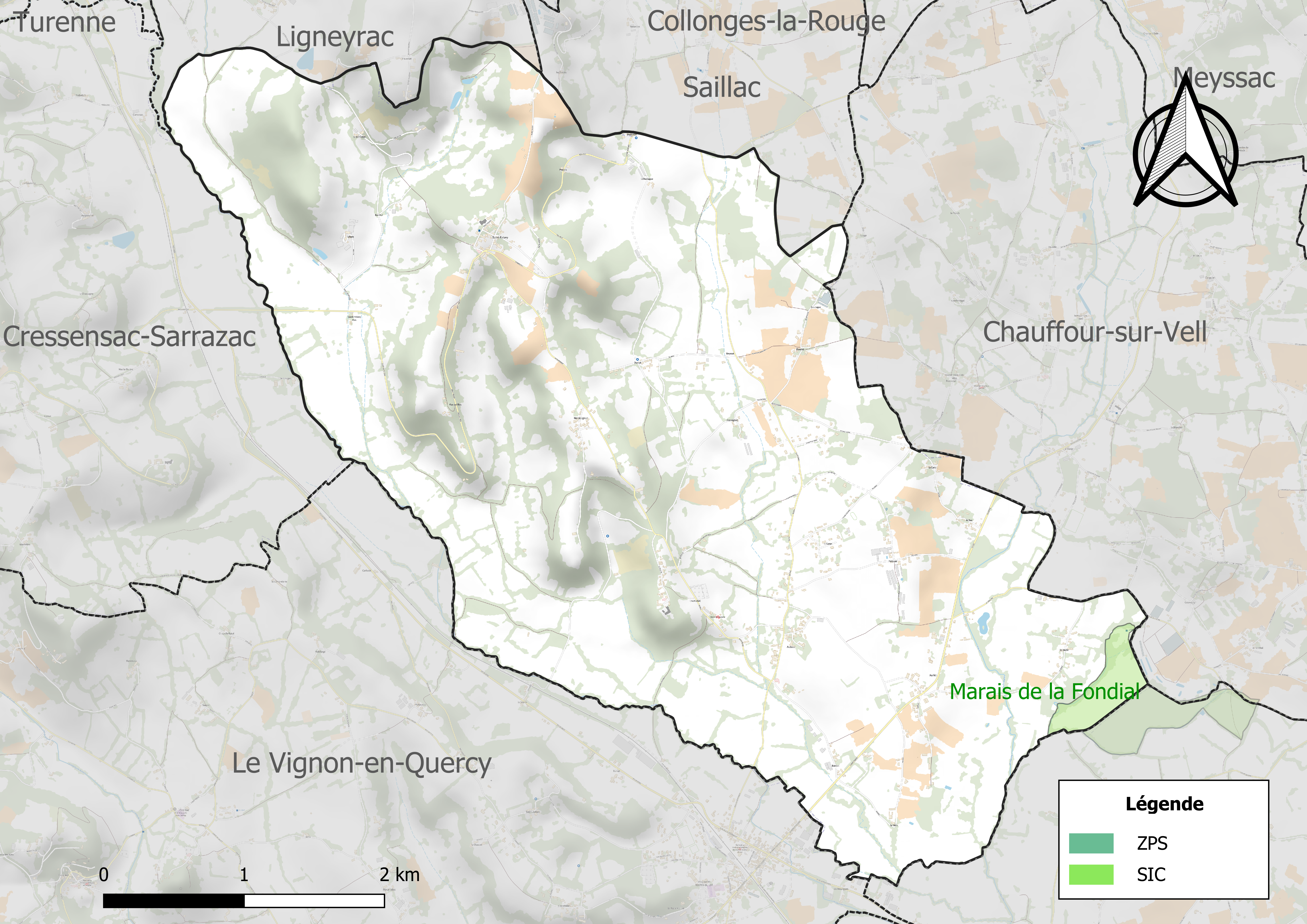
Site Natura 2000 sur le territoire communal.

Le réseau Natura 2000 est un réseau écologique européen de sites naturels d'intérêt écologique élaboré à partir des directives habitats et oiseaux, constitué de zones spéciales de conservation (ZSC) et de zones de protection spéciale (ZPS).
Un site Natura 2000 a été défini sur la commune au titre de la directive habitats : le « marais de la Fondial », d'une superficie de 25,5 ha, un site d'intérêt majeur lié au premier chef à la présence d'une population d'importance nationale du mollusque d'intérêt communautaire Vertigo moulinsiana et à celle d'un groupement végétal de bas-marais alcalin de type original, hébergeant en abondance deux plantes protégées au niveau régional, Triglochin palustre et Eleocharis uniglumis, ainsi que diverses autres espèces hygrophiles localisées à rares en Midi-Pyrénées.

#### Zones naturelles d'intérêt écologique, faunistique et floristique
L’inventaire des zones naturelles d'intérêt écologique, faunistique et floristique (ZNIEFF) a pour objectif de réaliser une couverture des zones les plus intéressantes sur le plan écologique, essentiellement dans la perspective d’améliorer la connaissance du patrimoine naturel national et de fournir aux différents décideurs un outil d’aide à la prise en compte de l’environnement dans l’aménagement du territoire.
Deux ZNIEFF de type 1 sont recensées sur la commune :
le « marais de la Fondial » (25 ha), couvrant 3 communes dont une dans la Corrèze et deux dans le Lot et 
les « prairies naturelles de la vallée de la Tourmente » (403 ha), couvrant 6 communes du département
et une ZNIEFF de type 2, : 
la « basse vallée de la Tourmente » (1 349 ha), couvrant 9 communes dont une dans la Corrèze et huit dans le Lot.

Carte des ZNIEFF de type 1 et 2 à Cavagnac.
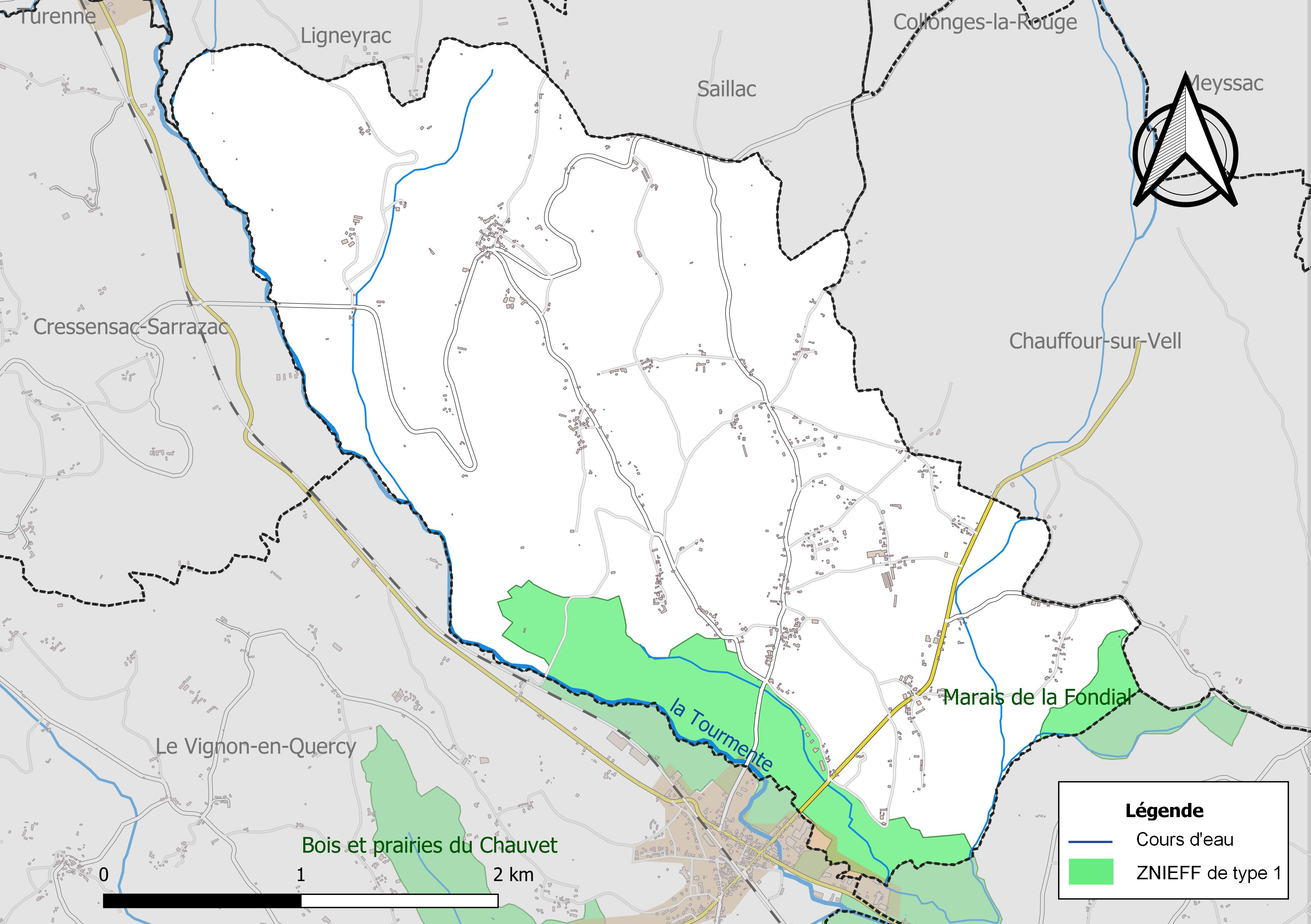
Carte des ZNIEFF de type 1 sur la commune.
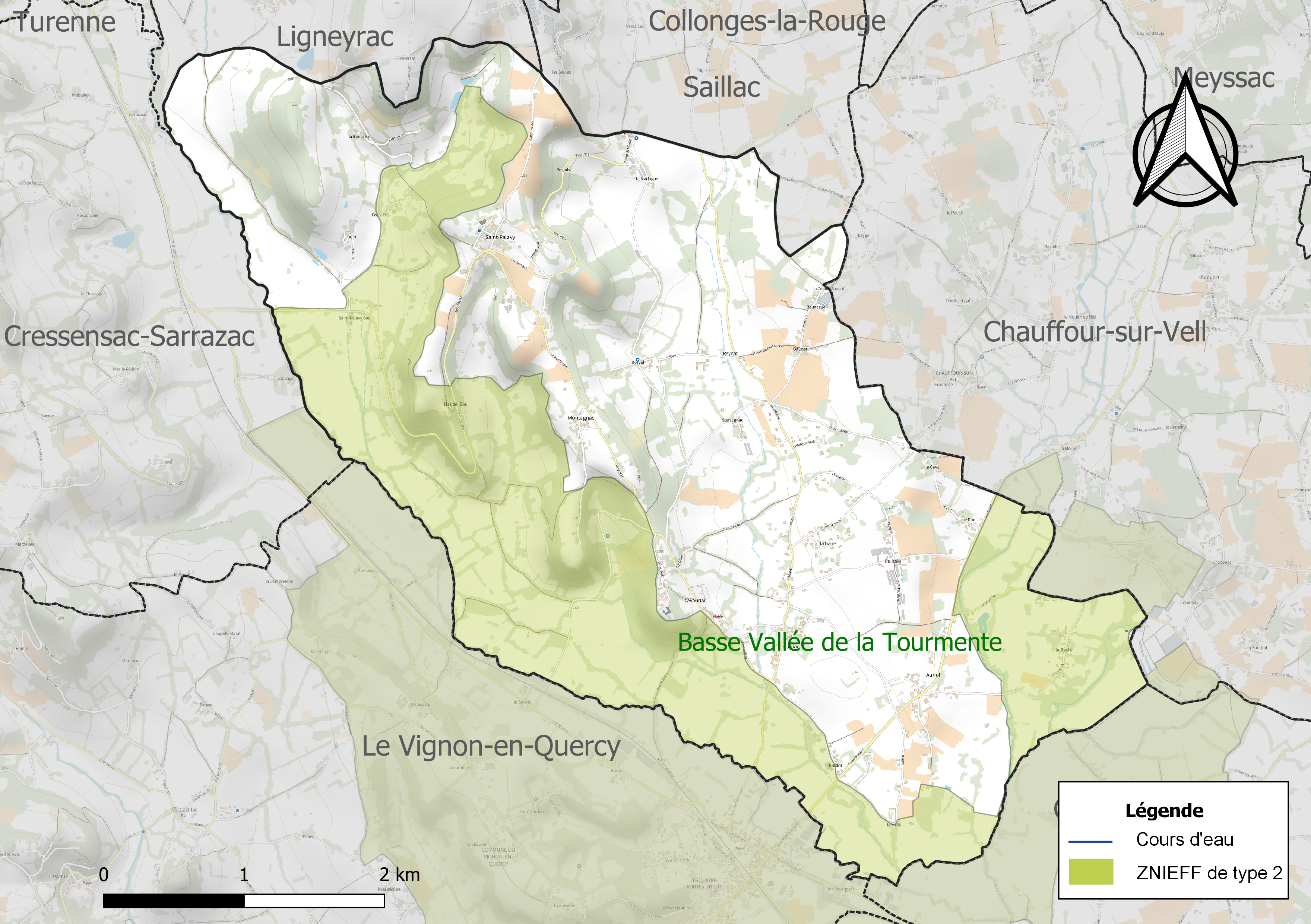
Carte de la ZNIEFF de type 2 sur la commune.

## Urbanisme

### Typologie
Au 1er janvier 2024, Cavagnac est catégorisée commune rurale à habitat dispersé, selon la nouvelle grille communale de densité à sept niveaux définie par l'Insee en 2022.
Elle est située hors unité urbaine. Par ailleurs la commune fait partie de l'aire d'attraction de Brive-la-Gaillarde, dont elle est une commune de la couronne,. Cette aire, qui regroupe 80 communes, est catégorisée dans les aires de 50 000 à moins de 200 000 habitants,.

### Occupation des sols
L'occupation des sols de la commune, telle qu'elle ressort de la base de données européenne d’occupation biophysique des sols Corine Land Cover (CLC), est marquée par l'importance des territoires agricoles (97,1 % en 2018), en diminution par rapport à 1990 (99,6 %). La répartition détaillée en 2018 est la suivante : 
prairies (52,5 %), zones agricoles hétérogènes (43,6 %), forêts (2,5 %), cultures permanentes (1 %), zones urbanisées (0,4 %). L'évolution de l’occupation des sols de la commune et de ses infrastructures peut être observée sur les différentes représentations cartographiques du territoire : la carte de Cassini (XVIIIe siècle), la carte d'état-major (1820-1866) et les cartes ou photos aériennes de l'IGN pour la période actuelle (1950 à aujourd'hui).

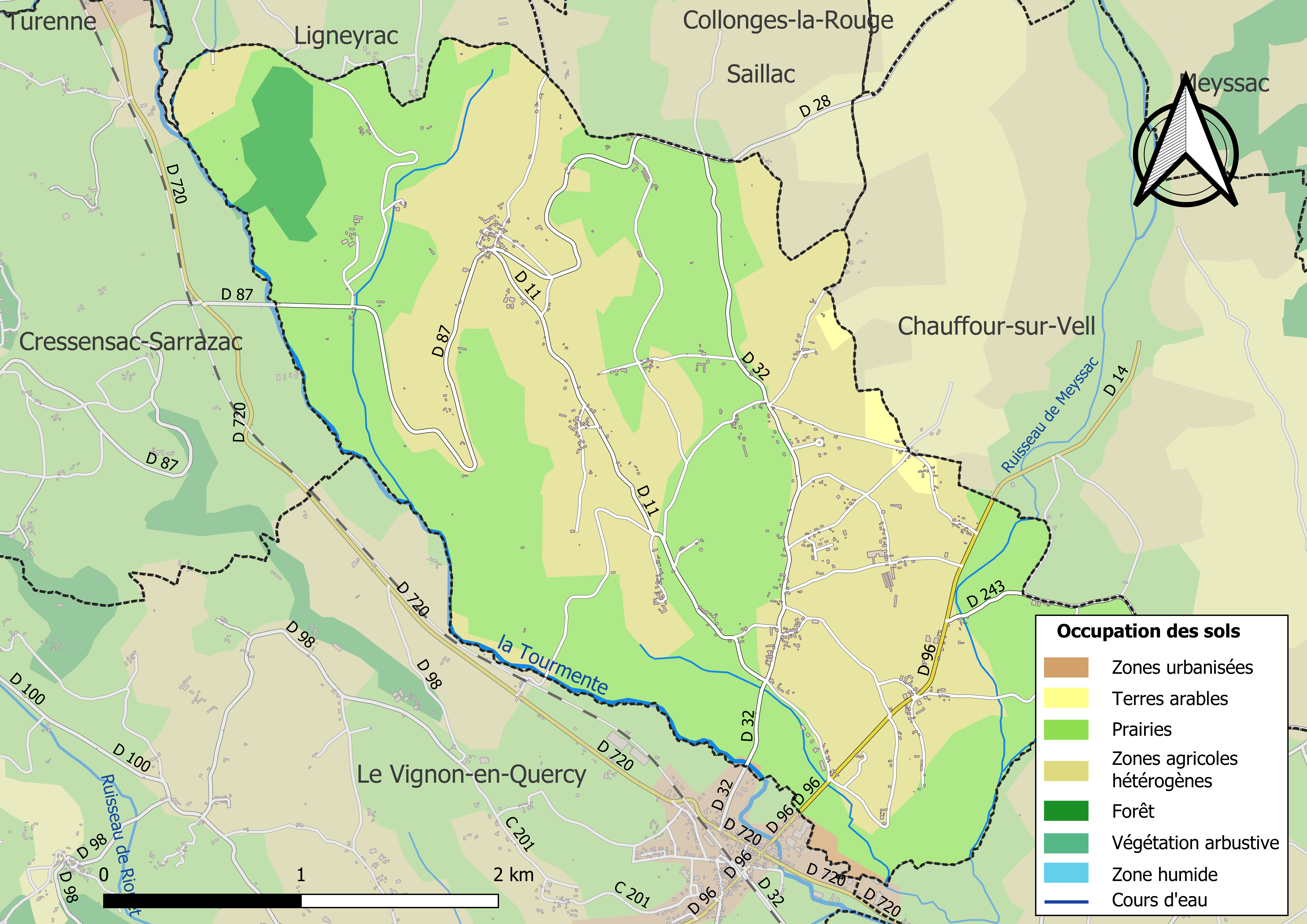
Carte des infrastructures et de l'occupation des sols de la commune en 2018 (CLC).

### Risques majeurs
Le territoire de la commune de Cavagnac est vulnérable à différents aléas naturels : météorologiques (tempête, orage, neige, grand froid, canicule ou sécheresse), inondations, feux de forêts, mouvements de terrains et séisme (sismicité très faible). Il est également exposé à un risque technologique, la rupture d'un barrage. Un site publié par le BRGM permet d'évaluer simplement et rapidement les risques d'un bien localisé soit par son adresse soit par le numéro de sa parcelle.

#### Risques naturels
Certaines parties du territoire communal sont susceptibles d’être affectées par le risque d’inondation par débordement de cours d'eau, notamment la Tourmente. La cartographie des zones inondables en ex-Midi-Pyrénées réalisée dans le cadre du XIe Contrat de plan État-région, visant à informer les citoyens et les décideurs sur le risque d’inondation, est accessible sur le site de la DREAL Occitanie. La commune a été reconnue en état de catastrophe naturelle au titre des dommages causés par les inondations et coulées de boue survenues en 1982, 1989, 1992, 1993, 1999 et 2001,.
Cavagnac est exposée au risque de feu de forêt. Un plan départemental de protection des forêts contre les incendies a été approuvé par arrêté préfectoral le 30 novembre 2015 pour la période 2015-2025. Les propriétaires doivent ainsi couper les broussailles, les arbustes et les branches basses sur une profondeur de 50 mètres, aux abords des constructions, chantiers, travaux et installations de toute nature, situées à moins de 200 mètres de terrains en nature
de bois, forêts, plantations, reboisements, landes ou friches. Le brûlage des déchets issus de l’entretien des parcs et jardins des ménages et des collectivités est interdit. L’écobuage est également interdit, ainsi que les feux de type méchouis et barbecues, à l’exception de ceux prévus dans des installations fixes (non situées sous couvert d'arbres) constituant une dépendance d'habitation.

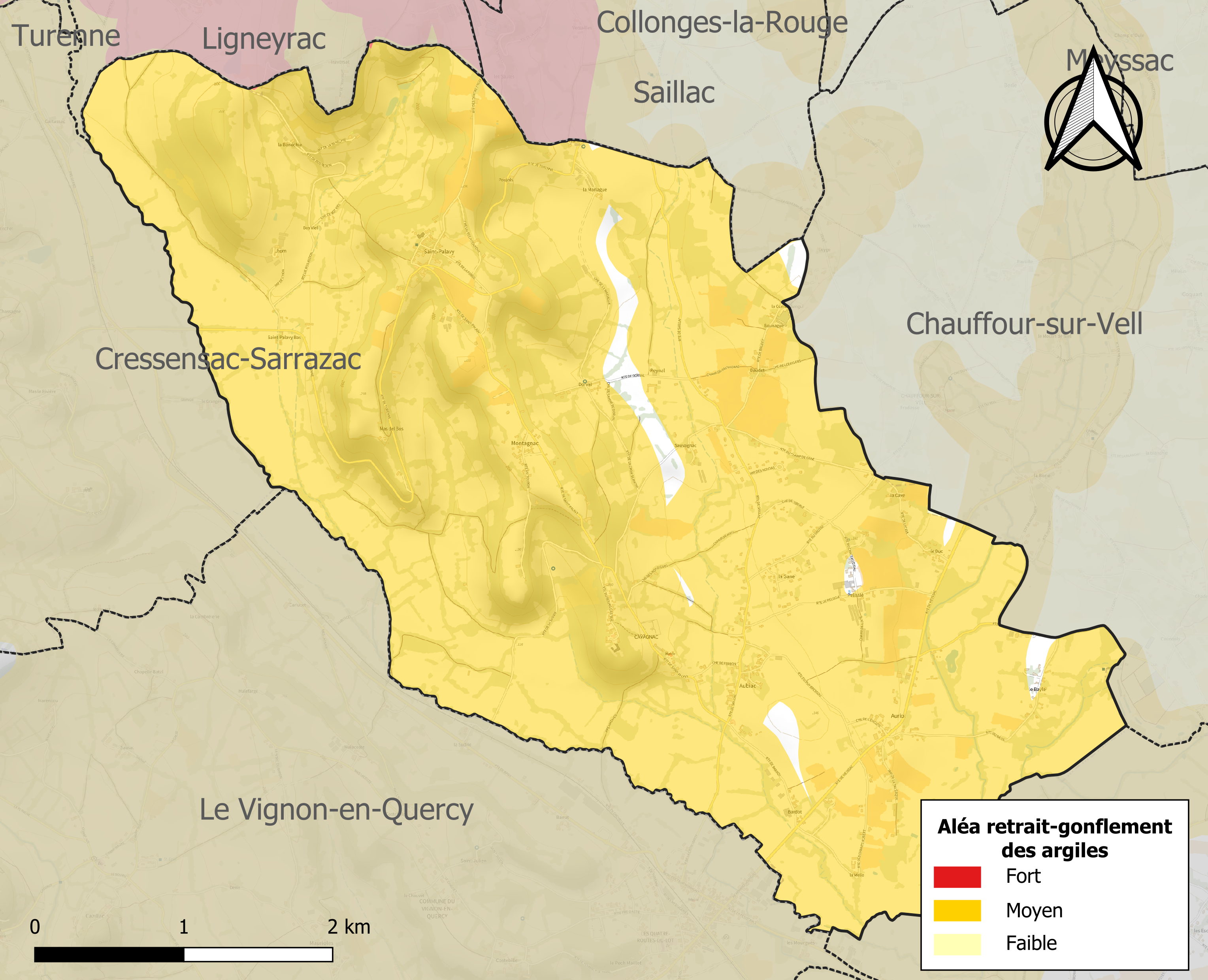
Carte des zones d'aléa retrait-gonflement des sols argileux de Cavagnac.

Les mouvements de terrains susceptibles de se produire sur la commune sont des glissements de terrain.
Le retrait-gonflement des sols argileux est susceptible d'engendrer des dommages importants aux bâtiments en cas d’alternance de périodes de sécheresse et de pluie. 97,9 % de la superficie communale est en aléa moyen ou fort (67,7 % au niveau départemental et 48,5 % au niveau national). Sur les 271 bâtiments dénombrés sur la commune en 2019, 262 sont en aléa moyen ou fort, soit 97 %, à comparer aux 72 % au niveau départemental et 54 % au niveau national. Une cartographie de l'exposition du territoire national au retrait gonflement des sols argileux est disponible sur le site du BRGM,.
Par ailleurs, afin de mieux appréhender le risque d’affaissement de terrain, l'inventaire national des cavités souterraines permet de localiser celles situées sur la commune.
Concernant les mouvements de terrains, la commune a été reconnue en état de catastrophe naturelle au titre des dommages causés par la sécheresse en 2019 et par des mouvements de terrain en 1999.

#### Risques technologiques
La commune est en outre située en aval du barrage de Bort-les-Orgues, un ouvrage de classe A disposant d'une retenue de 477 millions de mètres cubes. À ce titre elle est susceptible d’être touchée par l’onde de submersion consécutive à la rupture de cet ouvrage

## Toponymie
Le nom Cavagnac proviendrait d'un nom de domaine gallo-romain issu de Cavannus, nom d'homme ou sobriquet gaulois signifiant "chouette". La terminaison -ac est issue du suffixe gaulois -acon (lui-même du celtique commun *-āko), souvent latinisé en -acum dans les textes.

## Politique et administration
| Période                                  | Période       | Identité                  | Étiquette      | Qualité |
| ---------------------------------------- | ------------- | ------------------------- | -------------- | ------- |
| Les données manquantes sont à compléter. |               |                           |                |         |
| 1804                                     | 1804          | Jean Pierre Bourges       |                |         |
| 1801                                     | 1807          | Antoine Toulzac           |                |         |
| octobre 1807                             | décembre 1807 | Antoine Briat-Traversac   |                |         |
| 1808                                     | 1848          | Pierre Briat de Traversac |                |         |
| 1848                                     | 1870          | Hippolyte Materre         |                |         |
| 1870                                     | 1871          | Urbain Leygonie           |                |         |
| 1871                                     | 1874          | Antoine Guary             |                |         |
| 1874                                     | 1878          | Louis Dussol              |                |         |
| 1878                                     | 1880          | Antoine Guary             |                |         |
| 1881                                     | 1884          | Urbain Leygonie           |                |         |
| 1884                                     | 1888          | Étienne Lafeuille         |                |         |
| 1888                                     | 1903          | Jean Louradour            |                |         |
| 2001                                     | 2017          | Serge Gutierrez           | Sans-étiquette |         |
| 2017                                     | En cours      | Martine Rodrigues         | Sans-étiquette |         |

## Démographie
L'évolution du nombre d'habitants est connue à travers les recensements de la population effectués dans la commune depuis 1793. Pour les communes de moins de 10 000 habitants, une enquête de recensement portant sur toute la population est réalisée tous les cinq ans, les populations de référence des années intermédiaires étant quant à elles estimées par interpolation ou extrapolation. Pour la commune, le premier recensement exhaustif entrant dans le cadre du nouveau dispositif a été réalisé en 2004.

En 2022, la commune comptait 415 habitants, en évolution de −11,32 % par rapport à 2016 (Lot : +1,31 %, France hors Mayotte : +2,11 %).
| 1793 | 1800 | 1806  | 1821 | 1831 | 1836 | 1841 | 1846  | 1851 |
| ---- | ---- | ----- | ---- | ---- | ---- | ---- | ----- | ---- |
| 472  | 530  | 1 049 | 829  | 904  | 925  | 901  | 1 003 | 994  |

| 1856 | 1861 | 1866 | 1872 | 1876 | 1881 | 1886 | 1891 | 1896 |
| ---- | ---- | ---- | ---- | ---- | ---- | ---- | ---- | ---- |
| 985  | 977  | 907  | 858  | 871  | 836  | 825  | 789  | 731  |

| 1901 | 1906 | 1911 | 1921 | 1926 | 1931 | 1936 | 1946 | 1954 |
| ---- | ---- | ---- | ---- | ---- | ---- | ---- | ---- | ---- |
| 729  | 695  | 650  | 520  | 476  | 479  | 453  | 377  | 378  |

| 1962 | 1968 | 1975 | 1982 | 1990 | 1999 | 2004 | 2006 | 2009 |
| ---- | ---- | ---- | ---- | ---- | ---- | ---- | ---- | ---- |
| 405  | 346  | 317  | 336  | 337  | 432  | 441  | 452  | 443  |

| 2014 | 2019 | 2022 | - | - | - | - | - | - |
| ---- | ---- | ---- | - | - | - | - | - | - |
| 464  | 436  | 415  | - | - | - | - | - | - |

## Économie

### Revenus
En 2018, la commune compte 180 ménages fiscaux, regroupant 377 personnes. La médiane du revenu disponible par unité de consommation est de 20 440 € (20 740 € dans le département).

### Emploi
|                | 2008  | 2013  | 2018   |
| -------------- | ----- | ----- | ------ |
| Commune        | 7,2 % | 7,8 % | 15,5 % |
| Département    | 7,3 % | 8,9 % | 9,6 %  |
| France entière | 8,3 % | 10 %  | 10 %   |

En 2018, la population âgée de 15 à 64 ans s'élève à 272 personnes, parmi lesquelles on compte 79,2 % d'actifs (63,6 % ayant un emploi et 15,5 % de chômeurs) et 20,8 % d'inactifs,. En  2018, le taux de chômage communal (au sens du recensement) des 15-64 ans est supérieur à celui du département et de la France, alors qu'en 2008 la situation était inverse.
La commune fait partie de la couronne de l'aire d'attraction de Brive-la-Gaillarde, du fait qu'au moins 15 % des actifs travaillent dans le pôle,. Elle compte 63 emplois en 2018, contre 77 en 2013 et 78 en 2008. Le nombre d'actifs ayant un emploi résidant dans la commune est de 178, soit un indicateur de concentration d'emploi de 35,4 % et un taux d'activité parmi les 15 ans ou plus de 59,9 %.
Sur ces 178 actifs de 15 ans ou plus ayant un emploi, 37 travaillent dans la commune, soit 21 % des habitants. Pour se rendre au travail, 91,9 % des habitants utilisent un véhicule personnel ou de fonction à quatre roues, 0,6 % les transports en commun, 2,3 % s'y rendent en deux-roues, à vélo ou à pied et 5,2 % n'ont pas besoin de transport (travail au domicile).

### Activités hors agriculture
40 établissements sont implantés  à Cavagnac au 31 décembre 2019. Le tableau ci-dessous en détaille le nombre par secteur d'activité et compare les ratios avec ceux du département,.
| Secteur d'activité                                                                                        | Commune | Commune | Département |
| Secteur d'activité                                                                                        | Nombre  | %       | %           |
| --- | ------- | ------- | ----------- |
| Ensemble                                                                                                  | 40      |         |             |
| Industrie manufacturière, industries extractives et autres                                                | 6       | 15 %    | (14 %)      |
| Construction                                                                                              | 7       | 17,5 %  | (13,9 %)    |
| Commerce de gros et de détail, transports, hébergement et restauration                                    | 10      | 25 %    | (29,9 %)    |
| Information et communication                                                                              | 1       | 2,5 %   | (1,8 %)     |
| Activités immobilières                                                                                    | 1       | 2,5 %   | (3,5 %)     |
| Activités spécialisées, scientifiques et techniques et activités de services administratifs et de soutien | 7       | 17,5 %  | (13,5 %)    |
| Administration publique, enseignement, santé humaine et action sociale                                    | 3       | 7,5 %   | (12 %)      |
| Autres activités de services                                                                              | 5       | 12,5 %  | (8,7 %)     |

Le secteur du commerce de gros et de détail, des transports, de l'hébergement et de la restauration est prépondérant sur la commune puisqu'il représente 25 % du nombre total d'établissements de la commune (10 sur les 40 entreprises implantées  à Cavagnac), contre 29,9 % au niveau départemental.

### Agriculture
La commune est dans la Limargue », une petite région agricole occupant une bande verticale à l'est du territoire du département du Lot. En 2020, l'orientation technico-économique de l'agriculture  sur la commune est la polyculture et/ou le polyélevage.
|               | 1988 | 2000 | 2010 | 2020 |
| ------------- | ---- | ---- | ---- | ---- |
| Exploitations | 30   | 22   | 13   | 13   |
| SAU (ha)      | 578  | 641  | 548  | 655  |

Le nombre d'exploitations agricoles en activité et ayant leur siège dans la commune est passé de 30 lors du recensement agricole de 1988  à 22 en 2000 puis à 13 en 2010 et enfin à 13 en 2020, soit une baisse de 57 % en 32 ans. Le même mouvement est observé à l'échelle du département qui a perdu pendant cette période 60 % de ses exploitations,. La surface agricole utilisée sur la commune est restée relativement stable, passant de 578 ha en 1988 à 655 ha en 2020. Parallèlement la surface agricole utilisée moyenne par exploitation a augmenté, passant de 19 à 50 ha.

## Culture locale et patrimoine

### Lieux et monuments
Les lieux et monuments de Cavagnac comprennent 2 châteaux des XIIIe et XIXe siècles, et trois églises des XIIe, XVIIe et XIXe siècles répartis sur les territoires de Cavagnce et de Saint-Palavy (aujourd'hui commune de Cavagnac).
- Château de Cavagnac.
- Église Notre-Dame-de-l'Assomption de Cavagnac. L'édifice a été classé au titre des monuments historiques en 1976[42].
- Église Saint-Palavy et hameau de Saint-Palavy.
- Chapelle d'Aubiac.

### Personnalités liées à la commune
- Le curé Bouin, natif de Terrasson, devenu curé de Saint-Palavy, fut guillotiné pendant la Révolution à l'âge de 51 ans. Il fait partie des douze condamnés à mort sous la Terreur dans le département de la Corrèze[43].
- La famille Vigne a administré la ville pendant de très longues années.
- Jean Astier de Villatte (1900-1985), ingénieur et militaire français, Compagnon de la Libération y est inhumé.
- Joy Laurey (1943-1993), pseudonyme littéraire de l'écrivain Jean-Pierre Imbrohoris, y est inhumé avec sa conjointe Sophie Veillard et leur fils Alexandre[44].

## Héraldique
| Blason | Blasonnement : Écartelé : aux premier et quatrième de gueules au lévrier courant d'argent, aux deuxième et troisième d'or au cor de gueules, le pavillon à dextre. |

#### Site de l'Insee
1. ↑  « La grille communale de densité », sur le site de l'Insee, 28 mai 2024 (consulté le 28 juin 2024).
2. 1 2  Insee, « Métadonnées de la commune de Cavagnac ».
3. ↑  « Liste des communes composant l'aire d'attraction de Brive-la-Gaillarde », sur le site de l'Insee (consulté le 28 juin 2024).
4. ↑  Marie-Pierre de Bellefon, Pascal Eusebio, Jocelyn Forest, Olivier Pégaz-Blanc et Raymond Warnod (Insee), « En France, neuf personnes sur dix vivent dans l’aire d’attraction d’une ville », sur le site de l'Insee, 21 octobre 2020 (consulté le 28 juin 2024).
5. ↑  « REV T1 - Ménages fiscaux de l'année 2018 à Cavagnac » (consulté le 5 février 2022).
6. ↑  « REV T1 - Ménages fiscaux de l'année 2018 dans le Lot » (consulté le 5 février 2022).
7. 1 2  « Emp T1 - Population de 15 à 64 ans par type d'activité en 2018 à Cavagnac » (consulté le 5 février 2022).
8. ↑  « Emp T1 - Population de 15 à 64 ans par type d'activité en 2018 dans le Lot » (consulté le 5 février 2022).
9. ↑  « Emp T1 - Population de 15 à 64 ans par type d'activité en 2018 dans la France entière » (consulté le 5 février 2022).
10. ↑  « Base des aires d'attraction des villes 2020 », sur site de l'Insee (consulté le 10 avril 2021).
11. ↑  « Emp T5 - Emploi et activité en 2018 à Cavagnac » (consulté le 5 février 2022).
12. ↑  « ACT T4 - Lieu de travail des actifs de 15 ans ou plus ayant un emploi qui résident dans la commune en 2018 » (consulté le 5 février 2022).
13. ↑  « ACT G2 - Part des moyens de transport utilisés pour se rendre au travail en 2018 » (consulté le 5 février 2022).
14. ↑  « DEN T5 - Nombre d'établissements par secteur d'activité au 31 décembre 2019 à Cavagnac » (consulté le 14 février 2022).
15. ↑  « DEN T5 - Nombre d'établissements par secteur d'activité au 31 décembre 2019 dans le Lot » (consulté le 14 février 2022).

#### Autres sources
1. ↑  Carte IGN sous Géoportail
2. 1 2  Daniel Joly, Thierry Brossard, Hervé Cardot, Jean Cavailhes, Mohamed Hilal et Pierre Wavresky, « Les types de climats en France, une construction spatiale », Cybergéo, revue européenne de géographie - European Journal of Geography, no 501,‎ 18 juin 2010 (DOI 10.4000/cybergeo.23155, lire en ligne, consulté le 14 novembre 2023)
3. ↑  « Zonages climatiques en France métropolitaine. », sur pluiesextremes.meteo.fr (consulté le 14 novembre 2023).
4. ↑  « Orthodromie entre Cavagnac et Sousceyrac-en-Quercy », sur fr.distance.to (consulté le 14 novembre 2023).
5. ↑  « Station Météo-France « Sousceyrac » (commune de Sousceyrac-en-Quercy) - fiche climatologique - période 1991-2020 », sur donneespubliques.meteofrance.fr (consulté le 14 novembre 2023).
6. ↑  « Station Météo-France « Sousceyrac » (commune de Sousceyrac-en-Quercy) - fiche de métadonnées. », sur donneespubliques.meteofrance.fr (consulté le 14 novembre 2023).
7. ↑  « Climadiag Commune : diagnostiquez les enjeux climatiques de votre collectivité. », sur meteofrance.fr, novembre 2022 (consulté le 14 novembre 2023).
8. ↑  « Les espaces protégés. », sur le site de l'INPN (consulté le 10 mai 2022).
9. ↑  « Liste des espaces protégés sur la commune », sur le site de l'inventaire national du patrimoine naturel (consulté le 2 septembre 2021).
10. ↑  « Réserve de biosphère du bassin de la Dordogne », sur mab-france.org (consulté le 2 septembre 2021).
11. ↑  « Bassin de la Dordogne - zone de transition - fiche descriptive », sur le site de l'inventaire national du patrimoine naturel (consulté le 1er septembre 2021).
12. ↑  Réseau européen Natura 2000, Ministère de la transition écologique et solidaire
13. ↑  « Liste des zones Natura 2000 de la commune de Cavagnac », sur le site de l'Inventaire national du patrimoine naturel (consulté le 2 septembre 2021).
14. ↑  « site Natura 2000 FR7300904 - fiche descriptive », sur le site de l'inventaire national du patrimoine naturel (consulté le 2 septembre 2021).
15. 1 2  « Liste des ZNIEFF de la commune de Cavagnac », sur le site de l'Inventaire national du patrimoine naturel (consulté le 2 septembre 2021).
16. ↑  « ZNIEFF le « marais de la Fondial » - fiche descriptive », sur le site de l'inventaire national du patrimoine naturel (consulté le 2 septembre 2021).
17. ↑  « ZNIEFF les « prairies naturelles de la vallée de la Tourmente » - fiche descriptive », sur le site de l'inventaire national du patrimoine naturel (consulté le 2 septembre 2021).
18. ↑  « ZNIEFF la « basse vallée de la Tourmente » - fiche descriptive », sur le site de l'inventaire national du patrimoine naturel (consulté le 2 septembre 2021).
19. ↑  « CORINE Land Cover (CLC) - Répartition des superficies en 15 postes d'occupation des sols (métropole). », sur le site des données et études statistiques du ministère de la Transition écologique. (consulté le 14 avril 2021).
20. 1 2 3  « Les risques près de chez moi - commune de Cavagnac », sur Géorisques (consulté le 17 octobre 2022).
21. ↑  BRGM, « Évaluez simplement et rapidement les risques de votre bien », sur Géorisques (consulté le 13 septembre 2022).
22. ↑  DREAL Occitanie, « CIZI », sur occitanie.developpement-durable.gouv.fr (consulté le 13 septembre 2022).
23. ↑  « Dossier départemental des risques majeurs dans le Lot »(Archive.org • Wikiwix • Archive.is • Google • Que faire ?), sur lot.gouv.fr (consulté le 13 septembre 2022), partie 1 -  chapitre Risque inondation.
24. ↑  « Dossier départemental des risques majeurs dans le Lot »(Archive.org • Wikiwix • Archive.is • Google • Que faire ?), sur lot.gouv.fr (consulté le 13 septembre 2022).
25. ↑  « Dossier départemental des risques majeurs dans le Lot »(Archive.org • Wikiwix • Archive.is • Google • Que faire ?), sur lot.gouv.fr (consulté le 13 septembre 2022), chapitre Mouvements de terrain.
26. ↑  « Retrait-gonflement des argiles », sur le site de l'observatoire national des risques naturels (consulté le 13 septembre 2022).
27. ↑  « Liste des cavités souterraines localisées sur la commune de Cavagnac », sur georisques.gouv.fr (consulté le 13 septembre 2022).
28. ↑  Article R214-112 du code de l’environnement
29. ↑  « barrage de Bort-les-Orgues », sur barrages-cfbr.eu (consulté le 13 septembre 2022).
30. ↑  « Dossier départemental des risques majeurs dans le Lot »(Archive.org • Wikiwix • Archive.is • Google • Que faire ?), sur lot.gouv.fr (consulté le 13 septembre 2022), chapitre Risque rupture de barrage.
31. ↑  Jacques Astor : Dictionnaire des noms de familles et noms de lieux du Midi de la France (Éditions du Beffroi, 2002), p. 955.
32. ↑  Gaston Bazalgues, À la découverte des noms de lieux du Quercy : Toponymie lotoise, Gourdon, Éditions de la Bouriane et du Quercy, juin 2002, 127 p. (ISBN 2-910540-16-2), p. 109
33. ↑  « Les maires de Cavagnac », sur francegenweb.org, 25 octobre 2013 (consulté le 6 novembre 2015).
34. ↑  L'organisation du recensement, sur insee.fr.
35. ↑  Calendrier départemental des recensements, sur insee.fr.
36. ↑  Des villages de Cassini aux communes d'aujourd'hui sur le site de l'École des hautes études en sciences sociales.
37. ↑  Fiches Insee - Populations de référence de la commune pour les années 2006, 2007, 2008, 2009, 2010, 2011, 2012, 2013, 2014, 2015, 2016, 2017, 2018, 2019, 2020, 2021 et 2022.
38. ↑  « Les régions agricoles (RA), petites régions agricoles(PRA) - Année de référence : 2017 », sur agreste.agriculture.gouv.fr (consulté le 14 février 2022).
39. ↑  Présentation des premiers résultats du recensement agricole 2020, Ministère de l’agriculture et de l’alimentation, 10 décembre 2021
40. 1 2  « Fiche de recensement agricole - Exploitations ayant leur siège dans la commune de Cavagnac - Données générales », sur recensement-agricole.agriculture.gouv.fr (consulté le 14 février 2022).
41. ↑  « Fiche de recensement agricole - Exploitations ayant leur siège dans le département du Lot » (consulté le 14 février 2022).
42. ↑  « Eglise », sur pop.culture.gouv.fr (consulté le 28 mai 2021).
43. ↑  Jean-Baptiste Célérier, Histoire de la Paroisse de Saint-Santin et de la Commune de Malemort, Brive, 1923, 172 p. (ISSN 0240-9097), p.129Rééd. Egleton, Les Amis de Malemort, 1994.
44. ↑  Cimetières de France et d'ailleurs, « CAVAGNAC (46) : cimetière. » (consulté le 23 juin 2023).